# Rostroraja alba
La raya bramante (Rostroraja alba) es una especie de pez de la familia de los Rajidae en el orden de los Rajiformes.

## Morfología
Los machos pueden llegar a alcanzar los 230 cm de longitud total y las hembras 202.

## Reproducción
Es ovíparo y las hembras ponen huevos envueltos en una cápsula córnea.

## Hábitat
Es un pez marino demersal de clima subtropical (56°N-37°S, 19°W-23°E), que vive entre 30 y 600 m de profundidad.

## Distribución geográfica
Se encuentra en el Océano Atlántico oriental (en Irlanda e Inglaterra hasta Sudáfrica y las costas centrales de Mozambique) y el Mediterráneo occidental (hasta Túnez y el oeste de Grecia).

## Observaciones
Es inofensivo para los humanos. 